# Liste der Monuments historiques in Soubran
Die Liste der Monuments historiques in Soubran führt die Monuments historiques in der französischen Gemeinde Soubran auf.

## Liste der Objekte
Zum Verständnis siehe: Kirchenausstattung
| Bezeichnung                            | Beschreibung                              | Standort                              | Kennzeichnung | Schutzstatus | Datum | Bild |
| -------------------------------------- | ----------------------------------------- | ------------------------------------- | ------------- | ------------ | ----- | ---- |
| Glocke                                 | Bronze, 1629 gegossen                     | in der Kirche St-Jean-Baptiste (Lage) | PM17000527    | Classé       | 1908  |      |
| Gemälde Saint Joseph et l’Enfant Jésus | Öl auf Leinwand, Holzrahmen, um 1800      | in der Kirche St-Jean-Baptiste (Lage) | PM17002171    | Inscrit      | 2009  |      |
| Gemälde Kreuzigung                     | Öl auf Leinwand, 18. oder 19. Jahrhundert | in der Kirche St-Jean-Baptiste (Lage) | PM17001751    | Inscrit      | 1993  |      |
| Weihwasserbecken                       | Stein, 18. Jahrhundert                    | in der Kirche St-Jean-Baptiste (Lage) | PM17000907    | Inscrit      | 1976  |      |